# 卡韋薩斯 (聖克魯斯省)

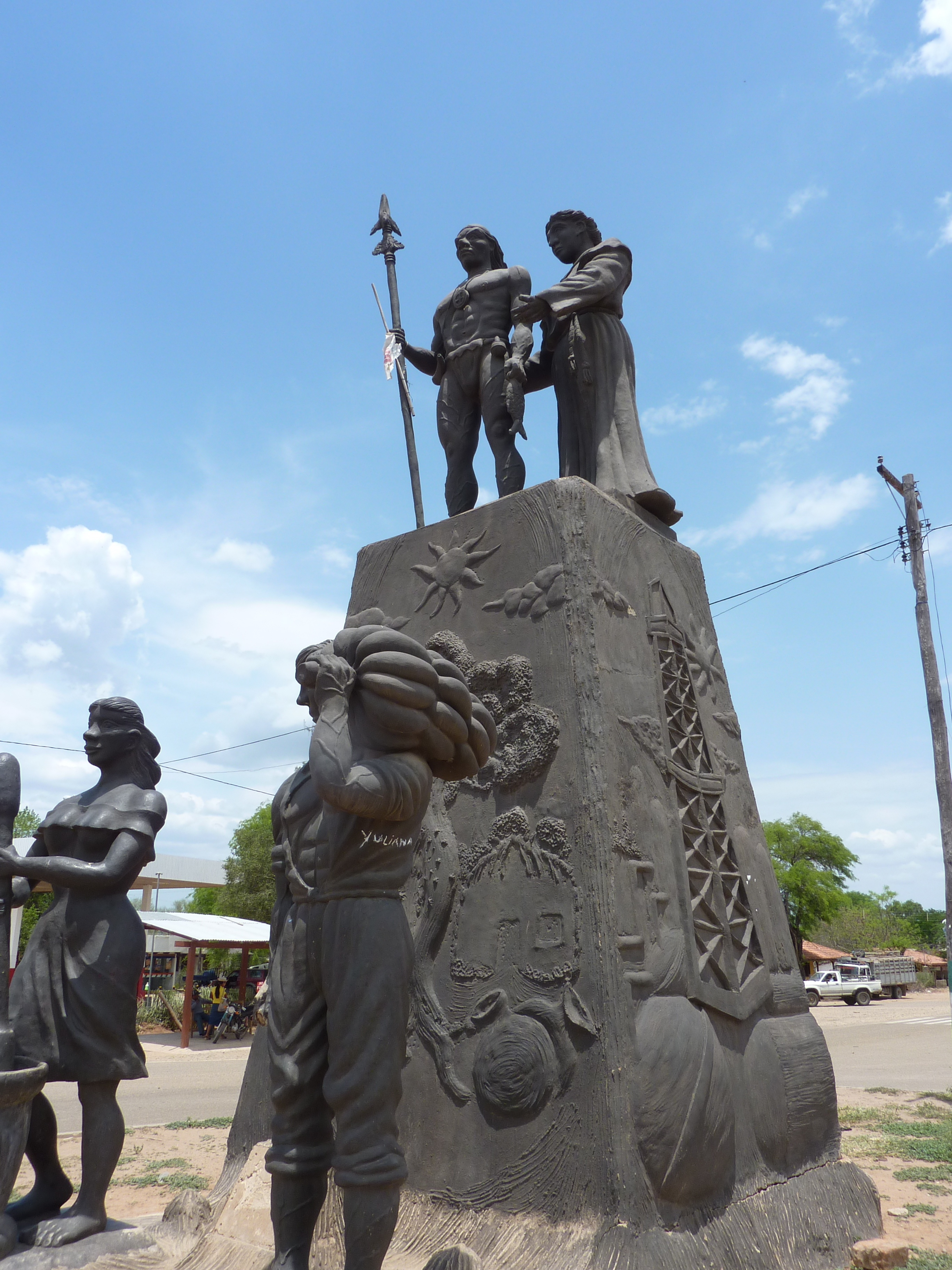
卡韋薩斯市區的一座紀念雕像

卡韋薩斯是玻利維亞的城鎮，位於該國南部，由聖克魯斯省負責管轄，距離首府聖克魯斯124公里，海拔高度469米，每年平均降雨量約800毫米，2010年人口1,971。
18°46′S 63°24′W / 18.767°S 63.400°W